# Liste der denkmalgeschützten Objekte in Lofer
Die Liste der denkmalgeschützten Objekte in Lofer enthält die 17 denkmalgeschützten, unbeweglichen Objekte der Gemeinde Lofer.

## Denkmäler
| Foto |                 | Denkmal                                                                    | Standort                                         | Beschreibung | Metadaten |
| ---- | --------------- | -------------------------------------------------------------------------- | ------------------------------------------------ | --- | --- |
| ja   | Datei hochladen | Kath. Filialkirche hl. Antonius von Padua HERIS-ID: 52753 Objekt-ID: 60335 | Au Standort KG: Au                               | Die Filialkirche steht im Norden des Ortes inmitten einer Umfriedungsmauer. Der einfache Barockbau wurde 1648 errichtet und im 18. Jahrhundert zweimal erweitert. Der barocke Hochaltar stammt aus dem Jahr 1709. | BDA-Hist.: Q38053965 Status: § 2a Stand der BDA-Liste: 2025-06-30 Name: Kath. Filialkirche hl. Antonius von Padua GstNr.: .11 Kirche hl. Antonius von Padua, Lofer-Au |
| ja   | Datei hochladen | Flur-/Wegkapelle HERIS-ID: 63366 Objekt-ID: 76002                          | Hallenstein, Austraße Standort KG: Hallenstein   | Die Wegkapelle mit einem sich verbreiternden Vordach auf je drei gestaffelten Säulen wurde im Jahr 1755 erbaut. | BDA-Hist.: Q38103027 Status: § 2a Stand der BDA-Liste: 2025-06-30 Name: Flur-/Wegkapelle GstNr.: 470/3 Wegkapelle Austraße, Hallenstein (Lofer)                       |
| ja   | Datei hochladen | Wegkapelle beim Prechlergut HERIS-ID: 63367 Objekt-ID: 76003               | gegenüber Hallenstein 6 Standort KG: Hallenstein | Die Wegkapelle mit einem schmiedeeisernen Gitter stammt aus dem 18. Jahrhundert. | BDA-Hist.: Q38103038 Status: § 2a Stand der BDA-Liste: 2025-06-30 Name: Wegkapelle beim Prechlergut GstNr.: .1/2 Prechlerkapelle, Lofer-Hallenstein                   |
| ja   | Datei hochladen | Kath. Pfarrkirche hll. Maria u. Leonhard HERIS-ID: 53322 Objekt-ID: 61241  | Lofer Standort KG: Lofer                         | Die Pfarrkirche in der Ortsmitte ist ein mittelalterlicher Bau mit barocken Erweiterungen. Langhaus und Chor sind von der Gotik geprägt; die Seitenschiffe wurden 1678 angefügt. Der Turm mit Doppelzwiebelhelm wurde nach einem Brand im Jahr 1731 neu errichtet. Im Inneren sind gotische Wandmalereien erhalten. Der Hochaltar ist neugotisch, die Seitenaltäre stammen aus der Zeit um 1730, die Kanzel aus dem Jahr 1715. | BDA-Hist.: Q38056674 Status: § 2a Stand der BDA-Liste: 2025-06-30 Name: Kath. Pfarrkirche hll. Maria u. Leonhard GstNr.: .60 Our Lady of the Rosary church in Lofer   |
| ja   | Datei hochladen | Pfleggericht HERIS-ID: 11386 Objekt-ID: 7476                               | Lofer 1 Standort KG: Lofer                       | Das ehemalige Pfleg- und Gerichtshaus ist ein stattliches dreigeschoßiges Gebäude mit Krüppelwalmdach. Ein Chronogramm über dem Rundbogenportal enthält die Jahreszahl 1735. | BDA-Hist.: Q38099184 Status: § 2a Stand der BDA-Liste: 2025-06-30 Name: Pfleggericht GstNr.: .22/1 Pfleggericht Lofer                                                 |
| ja   | Datei hochladen | ehem. Verwalterstöckl des Bräuhauses HERIS-ID: 52864 Objekt-ID: 60557      | Lofer 4 Standort KG: Lofer                       | Der Vordertrakt des ehemaligen erzbischöflichen Bräuhauses ist zweigeschoßig. Das abgefaste Rundbogenportal ist mit 1667 bezeichnet, die Fenster weisen eine barocke Stuckumrahmung auf. Die Giebelfassade des rückwärtigen höheren Traktes ist neugotisch mit Blendfenstern. | BDA-Hist.: Q38054637 Status: Bescheid Stand der BDA-Liste: 2025-06-30 Name: ehem. Verwalterstöckl des Bräuhauses GstNr.: 40 Verwalterstöckl Lofer                     |
| ja   | Datei hochladen | Zollamt der ehem. Fronfeste HERIS-ID: 36477 Objekt-ID: 35427               | Lofer 17 Standort KG: Lofer                      | | BDA-Hist.: Q37970051 Status: Bescheid Stand der BDA-Liste: 2025-06-30 Name: ehem. Fronfeste, Zollamt GstNr.: .59                                                      |
| ja   | Datei hochladen | Rathaus, altes Schmiedhaus HERIS-ID: 52865 Objekt-ID: 60558                | Lofer 25 Standort KG: Lofer                      | Das Rathaus der Marktgemeinde mit zwei Runderkern stammt im Kern aus dem 16. Jahrhundert. | BDA-Hist.: Q38054652 Status: § 2a Stand der BDA-Liste: 2025-06-30 Name: Rathaus, altes Schmiedhaus GstNr.: .38 Rathaus, Lofer                                         |
| ja   | Datei hochladen | Hotel Bräu HERIS-ID: 46170 Objekt-ID: 47874                                | Lofer 27, 28 Standort KG: Lofer                  | Die Fassade des großen viergeschoßigen Gebäudes stammt aus dem späten 19. Jahrhundert. In der Wappenkartusche ist ein Inschriftstein von 1639 zu sehen, darüber ein schmiedeeisernes, biedermeierliches Hausschild. | BDA-Hist.: Q38019639 Status: Bescheid Stand der BDA-Liste: 2025-06-30 Name: Hotel Bräu GstNr.: .42, .49 Hotel Bräu, Lofer                                             |
| ja   | Datei hochladen | Gasthaus Steinerwirt (Steinerwirtshaus) HERIS-ID: 57488 Objekt-ID: 67590   | Lofer 48 Standort KG: Lofer                      | Das schmiedeeiserne Hausschild des dreigeschoßigen Gebäudes ist mit 1606 bezeichnet. Die Fassade und das Portal stammen aus der Mitte des 19. Jahrhunderts. | BDA-Hist.: Q38076791 Status: Bescheid Stand der BDA-Liste: 2025-06-30 Name: Gasthaus Steinerwirt (Steinerwirtshaus) GstNr.: 63/1 Steinerwirt                          |
| ja   | Datei hochladen | Marktbrunnen HERIS-ID: 63361 Objekt-ID: 75997                              | bei Lofer 53 Standort KG: Lofer                  | Im Markte stand von alters her ein Brunnen. 1772 wird statt des hölzernen ein Marmorbrunnen mit einer Marienstatue als Bekrönung aufgestellt, aber der Stein hatte sich nicht bewährt, weshalb der Brunnen 1802 wieder abgetragen und durch einen hölzernen ersetzt wurde. 1908 wurde aber im Zuge einer Ortsverschönerung ein Brunnen in Untersberger Marmor mit der alten Frauenstatue erstellt.                             | BDA-Hist.: Q38102993 Status: § 2a Stand der BDA-Liste: 2025-06-30 Name: Marktbrunnen GstNr.: 264/2 Marktbrunnen, Lofer                                                |
| ja   | Datei hochladen | Bürgerhaus, Kashaus HERIS-ID: 36478 Objekt-ID: 35428                       | Lofer 54 Standort KG: Lofer                      | | BDA-Hist.: Q37970061 Status: Bescheid Stand der BDA-Liste: 2025-06-30 Name: Bürgerhaus, Kashaus GstNr.: .27/1 Kashaus, Lofer                                          |
| ja   | Datei hochladen | Befestigungsanlage Pass Strub, Kapelle HERIS-ID: 36476 Objekt-ID: 35426    | Paß Strub Standort KG: Lofer                     | → Hauptartikel : Festung Pass Strub f1 | BDA-Hist.: Q1408953 Status: Bescheid Stand der BDA-Liste: 2025-06-30 Name: Befestigungsanlage Pass Strub, Kapelle GstNr.: 332 Pass Strub, fortification               |
| ja   | Datei hochladen | Grenzstein HERIS-ID: 63373 Objekt-ID: 76013                                | Standort KG: Lofer                               | | BDA-Hist.: Q38103047 Status: § 2a Stand der BDA-Liste: 2025-06-30 Name: Grenzstein GstNr.: 241/3                                                                      |
| ja   | Datei hochladen | Kreuzkapelle HERIS-ID: 63362 Objekt-ID: 75998                              | Standort KG: Lofer                               | | BDA-Hist.: Q38103000 Status: § 2a Stand der BDA-Liste: 2025-06-30 Name: Kreuzkapelle GstNr.: 340                                                                      |
| ja   | Datei hochladen | Franzosendenkmal HERIS-ID: 63365 Objekt-ID: 76001                          | Standort KG: Lofer                               | Der Gedenkstein an die Kämpfe gegen die Franzosen wurde 1900 errichtet und steht im Ortszentrum. | BDA-Hist.: Q38103018 Status: § 2a Stand der BDA-Liste: 2025-06-30 Name: Franzosendenkmal GstNr.: 264/5                                                                |
| ja   | Datei hochladen | Kalvarienbergkapelle HERIS-ID: 53323 Objekt-ID: 61242                      | Standort KG: Lofer                               | Die Kalvarienbergkapelle steht auf einer Anhöhe westlich des Ortes. Der einfache rechteckige Bau mit einspringender Rundapsis und schindelgedecktem Satteldach stammt aus der 2. Hälfte des 18. Jahrhunderts. | BDA-Hist.: Q38056685 Status: § 2a Stand der BDA-Liste: 2025-06-30 Name: Kalvarienbergkapelle GstNr.: .33 Kalvarienbergkapelle (Lofer)                                 |